# Nordisk Rotogravyr
Nordisk Rotogravyr var ett svenskt grafiskt företag, som grundades 1918 i Stockholm av boktryckarna Simon Söderstam (1882–1952) och Harald Olsen (född ca 1886, död 1934).
Företaget var inledningsvis inriktat på kvalitetsdjuptryck – rotogravyr – till illustrationer, men började 1925 även med förlagsverksamhet och utgav bland annat tekniska uppslagsverk och handböcker.
År 1923 rekryterades den grafiska formgivaren Anders Billow, som lät publicera verk av vänner i museivärlden, som Sigurd Curman, Sigurd Erixon och Carl Fries. Billow var också en pionjär för funktionalistisk layout och typografi och införde nya typsnitt som Futura och andra grotesker, bland annat i Svenska Turistföreningens årsskrift från 1932. Billows estetik fick inledningsvis kritik, men betraktas sedan länge som stilbildande; flera av Billows verk finns representerade på Nationalmuseum.
Från januari 1939 gav förlaget ut tidskriften Foto, med Lennart Bernadotte som förste chefredaktör. Tidskriften övertogs 1992 av Aller Media.
Nordisk Rotogravyr övertogs 1965 av Esselte, ingick från 1989 i Interprint och lades slutligen ned år 2004.

## Mer läsning
- Lindberg Sten G., red (1960). Anders Billow: mellan kast och press hos Nordisk rotogravyr 1923–1959. Stockholm: Nord. rotogravyr. Libris 1319014